# NGC 6942
NGC 6942 је спирална галаксија у сазвежђу Индијанац која се налази на NGC листи објеката дубоког неба.
Деклинација објекта је - 54° 18' 8" а ректасцензија 20h 40m 37,9s. Привидна величина (магнитуда) објекта NGC 6942 износи 11,7 а фотографска магнитуда 12,6. NGC 6942 је још познат и под ознакама ESO 186-73, AM 2036-542, PGC 65172.